# Astragalus constrictus
Astragalus constrictus är en ärtväxtart som beskrevs av William Bertram Turrill. Astragalus constrictus ingår i släktet vedlar, och familjen ärtväxter. Inga underarter finns listade i Catalogue of Life.